# L1 A1 (Granatwerfer)
Bei dem L1 A1 66-mm-Granatgerät handelt es sich um eine einfach aufgebaute militärische Waffe zum Abfeuern von Granaten bis auf 100 Meter Entfernung. Entwickelt und hergestellt wurde sie durch die Royal Small Arms Factory in Großbritannien. Sie war damit das britische Gegenstück zum amerikanischen M79 und zur deutschen HK69.
Die Waffe bestand aus einem Rohr mit daran befestigtem Pistolengriff und Abzug. An einem Ende war eine kreisbogenförmige Schulterstütze angebracht, am anderen Ende der Abschussbecher zur Aufnahme der Granate. Eine Visierung gab es nicht. Wurde von vorne eine etwa 0,55 Kilogramm schwere Granate eingesetzt, konnte diese durch die Betätigung des Abzugs gezündet werden. Dazu wurde durch zwei Batterien ein Stromstoß bei einer Spannung von etwa 3 Volt erzeugt. Neben Splittergranaten gab es auch Nebel- und Leuchtmunition. Bei einer Gesamtlänge von 695 Millimetern wog die Waffe ungeladen etwa 2,70 Kilogramm.
Derselbe Hersteller brachte unter der Bezeichnung L1 A1 auch noch ein Sturmgewehr heraus.